# ムニスィピオ・デ・エル・オロ (メヒコ州)
ムニスィピオ・デ・エル・オロ（Municipio de El Oro）
は、メキシコのメヒコ州北西部にある基礎自治体。通常は「エルオロ」と呼ばれる。1800年代にフランスやイギリスの会社によって金や銀の採掘が行われた歴史があり、両国の影響を受けた建築や文化が残る。プエブロ・マヒコ選出の自治体である。